# Gandsfjorden
Gandsfjorden er en fjordarm i Boknafjorden, i Rogaland, som strekker seg fra Stavanger kommune i nord og ender i Sandnes kommune i sør.
Hele vestsiden af Gandsfjorden er tæt bebygget. Stavanger ligger længst mod nord og videre mod syd ligger Hillevåg, Jåttåvågen, Forus og til slut Sandnes. Jåttåvågen ved Gandsfjorden er brugt som byggeplads for Condeep-olieplatforme. Østsiden af fjorden har flere fjeld, som Lifjellet (282 moh.) og Dalsnuten (323 moh.). Det er også mindre bebyggede områder som Sandvika og Dale.
I de yderste dele af fjorden ligger der flere øer, som Uskjo, Kalvøy, Hellesøy, Lindøy, Vassøy, Roaldsøy, Ormøy, Engøy, Sølyst og Grasholmen. Over Grasholmen, Sølyst og Engøy er der broforbindelse mellem Stavanger og Hundvåg, og vest for disse ligger Byfjorden. Nord for Vassøy, Lindøy og Hellesøy ligger Horgefjorden. Øst for Kalvøy ligger indløbet til Høgsfjorden.
Gandsfjorden har en sidefjord, Riskafjorden, som går mod sydøst på sydsiden af øen Uskjo yderst i fjorden. Riskafjorden har indløb lige ovenfor Hillevåg i Stavanger.